# Windorf
Windorf é um município da Alemanha, situado no distrito de Passau, no estado da Baviera. Tem 56,90 km² de área, e sua população em 2019 foi estimada em 4.899 habitantes.